# 慕容元
慕容元（？—401年），昌黎棘城（今辽宁省义县西北）人，字道光，后燕宗室，慕容宝的第四子。
398年，后燕任命河间公慕容熙为侍中、骠骑大将军、中领军、司隶校尉，城阳公慕容元为卫将军。399年正月十一日慕容盛命卫将军平原公慕容元为司徒、尚书令。401年，慕容盛死后，大家的希望寄托在慕容盛的弟弟平原公慕容元身上，但是河间公慕容熙在平时却很得丁太后的宠爱，于是丁太后便废黜了太子慕容定，秘密迎接慕容熙进宫。第二天早晨，文武大臣只好呈上奏章劝说慕容熙进位。慕容熙让位给慕容元，慕容元不敢接受，慕容熙登上了天王之位。平原公慕容元，因为受猜忌，慕容熙命令他自杀。